# Клаусура 2010 (Сальвадор)
Клаусура 2010 (исп. Torneo Clausura 2010) — вторая половина 76-го сезона чемпионата Сальвадора по футболу.

## Участники
| Команда              | Город                |
| -------------------- | -------------------- |
| Исидро Метапан       | Метапан              |
| Агила                | Сан-Мигель           |
| Луис Анхель Фирпо    | Усулутан             |
| Виста Эрмоса         | Сан-Франциско Готера |
| Атлетико Бальбоа     | Ла-Уньон             |
| Альянса              | Сан-Сальвадор        |
| ФАС                  | Санта-Ана            |
| Мунисипаль Лименьо   | Санта-Роса-де-Лима   |
| Атлетико Марте       | Сан-Сальвадор        |
| Алакранес дель Норте | Чалатенанго          |

## Турнирная таблица
| М  | Команда              | И  | В  | Н | П  | Мячи    | ±   | О  | Примечания     |
| -- | -------------------- | -- | -- | - | -- | ------- | --- | -- | -------------- |
| 1  | Луис Анхель Фирпо    | 18 | 10 | 4 | 4  | 34 − 27 | +7  | 34 | Финальная фаза |
| 2  | Агила                | 18 | 9  | 6 | 3  | 26 − 13 | +13 | 33 | Финальная фаза |
| 3  | Виста Эрмоса         | 18 | 8  | 7 | 3  | 24 − 17 | +7  | 31 | Финальная фаза |
| 4  | Исидро Метапан       | 18 | 9  | 4 | 5  | 22 − 19 | +3  | 31 | Финальная фаза |
| 5  | Атлетико Бальбоа     | 18 | 6  | 9 | 3  | 21 − 16 | +5  | 27 |                |
| 6  | Альянса              | 18 | 3  | 9 | 6  | 20 − 25 | −5  | 18 |                |
| 7  | ФАС                  | 18 | 4  | 5 | 9  | 22 − 28 | −6  | 17 |                |
| 8  | Мунисипаль Лименьо   | 18 | 4  | 5 | 9  | 19 − 28 | −9  | 17 |                |
| 9  | Атлетико Марте       | 18 | 3  | 7 | 8  | 23 − 27 | −4  | 16 |                |
| 10 | Алакранес дель Норте | 18 | 3  | 5 | 10 | 16 − 27 | −11 | 14 |                |

И — игры, В — выигрыши, Н — ничьи, П — проигрыши, Мячи — забитые и пропущенные голы, ± — разница голов, О — очки

## Финальная фаза

### Полуфиналы
Первые матчи были проведены 2 мая, а ответные состоялись 9—10 мая.
| Команда 1      | Итог | Команда 2         | 1-й матч | 2-й матч |
| -------------- | ---- | ----------------- | -------- | -------- |
| Виста Эрмоса   | 0:1  | Агила             | 0:1      | 0:0      |
| Исидро Метапан | 4:3  | Луис Анхель Фирпо | 2:2      | 2:1      |

### Финал
| Агила        | 1:3 (0:2) | Исидро Метапан                  |
| ------------ | --------- | ------------------------------- |
| Корралес 63′ | Отчёт     | Бланко 21′ 45+2′ · Суарес 90+6′ |

| Чемпион Сальвадора (Клаусура) 2010 |
| ---------------------------------- |
| Исидро Метапан в 4-й раз           |